# Дюмон, Франсуа
Франсуа Дюмон (фр. François Dumont; 1687, Париж — 14 декабря 1726, Лилль) — французский скульптор эпохи барокко.

## Жизнь и творчество
Франсуа родился в семье Мари Мерсье и Пьера Дюмона (1660—1737), скульптора «большого стиля» эпохи короля-солнце Людовика XIV. Его младший брат — живописец Жак Дюмон (1701—1781), прозванный «римским» (Jacques Dumont le Romain). Точная дата рождения Франсуа Дюмона не установлена.
Первые уроки скульптурного ремесла Франсуа получил под руководством отца. 24 сентября 1712 года он был принят в члены Королевской академии живописи и скульптуры, его «приёмной» работой была находящаяся ныне в коллекции Лувра небольшая по размеру мраморная скульптура «Титан, поражённый молнией» (Titan foudroyé: 0,65 х 0,70 х 0,58 м). 21 ноября 1712 года скульптор вступил в брак с Анной-Франсуазой Куапель, дочерью покойного Ноэля Куапеля (1628—1707) и Анн Франсуазы Перрен (ок. 1665—1728).
В 1721 году Франсуа Дюмон был вызван ко двору Лотарингии в качестве придворного скульптора герцога Леопольда в Нанси. Он тесно сотрудничал с архитектором Жерменом Бофраном в украшении замка Люневиль и создал важные скульптурные произведения, от которых до сих пор сохранились трофеи Большого салона, а также маскароны, украшающие аркады основного корпуса замка. Там же он обучал скульптора Бартелеми Гибаля, который выполнил по его моделям головы херувимов, украшающие большие аркады капеллы, и сменил его в должности первого скульптора герцога Лотарингского.
Самая известная работа Франсуа Дюмона — четыре статуи для фасадов парижской церкви Сен-Сюльпис: святых Петра, Павла, Иоанна и Иосифа (1725). Франсуа Дюмон скончался в 1726 году после падения со строительных лесов при возведении мавзолея Луи де Мелена в доминиканской церкви Лилля.
В парижской мастерской Франсуа Дюмона работали такие известные мастера скульптуры, как Жакоб-Сигиберт Адам и его сын, Ламбер-Сигибер Адам (Ламбер Сижисбер Адан). Художественному образованию последнего Ф. Дюмон уделял особое внимание.
Сын Франсуа — Эдме Дюмон (1720—1775), его внук Жак-Эдме Дюмон (1761—1844) и правнук Огюст Дюмон (1801—1884) также стали скульпторами.

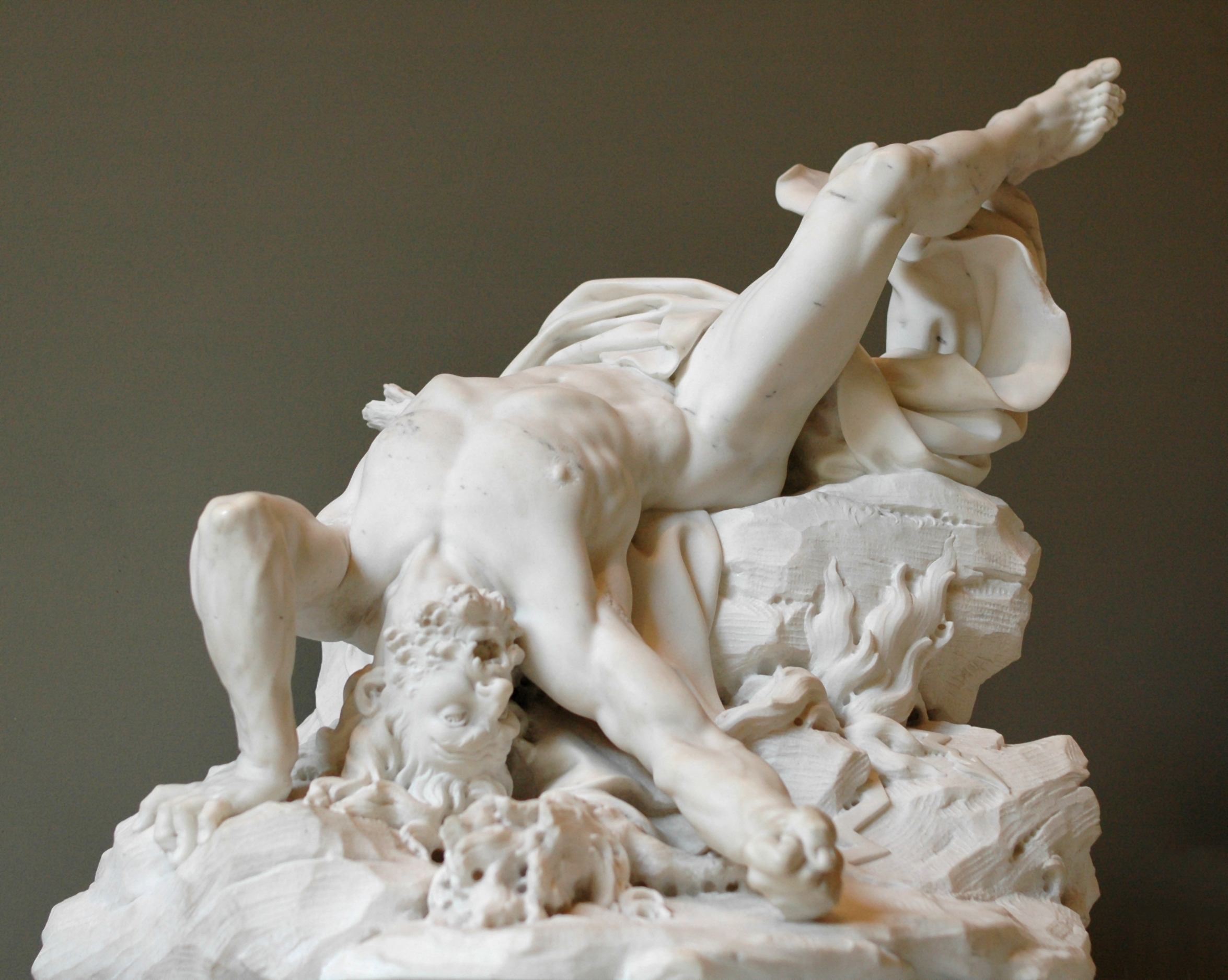
Титан, поражённый молнией. 1712. Мрамор. Лувр, Париж
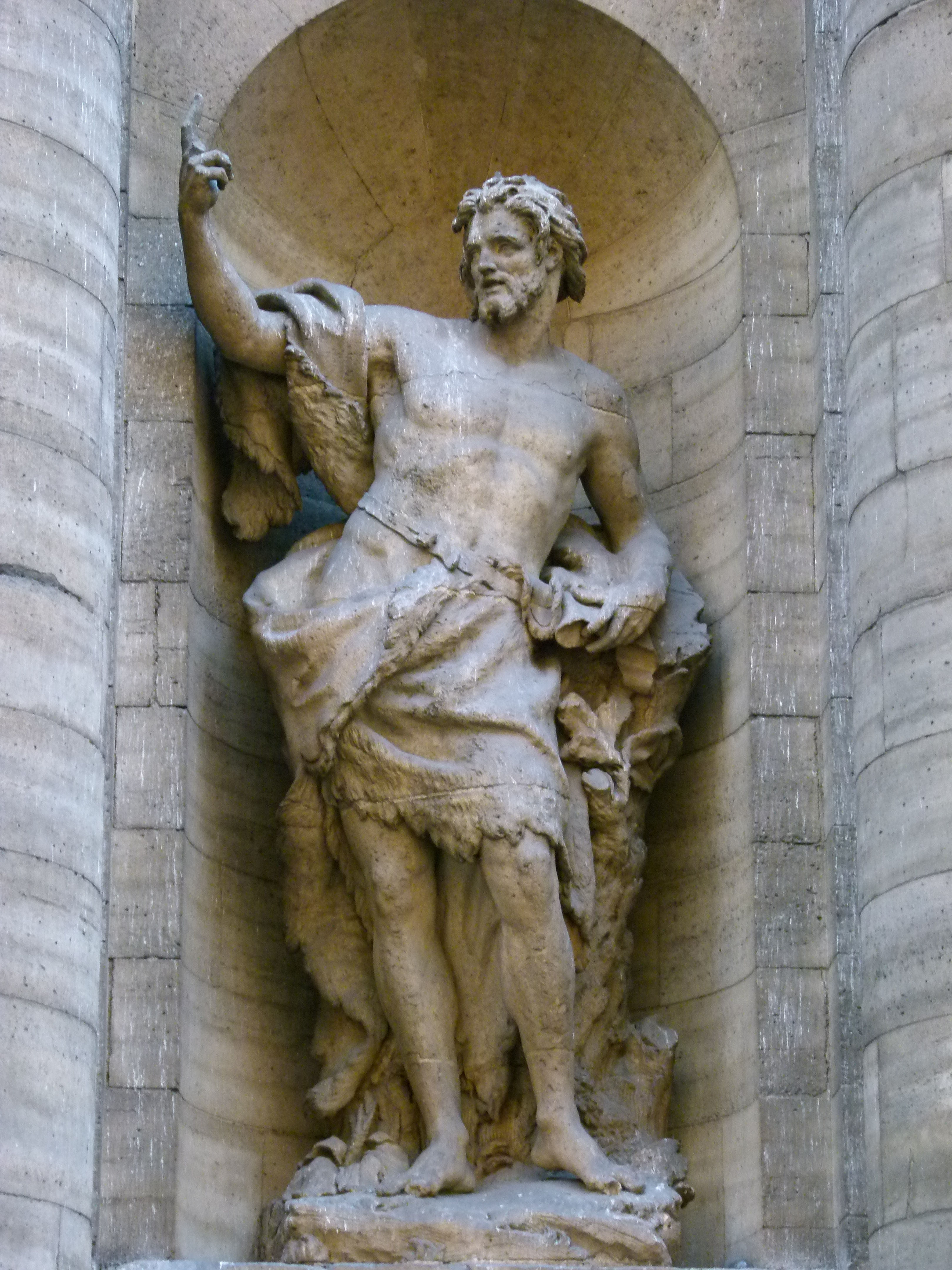
Святой Иоанн Креститель. 1725. Церковь Сен-Сюльпис, Париж
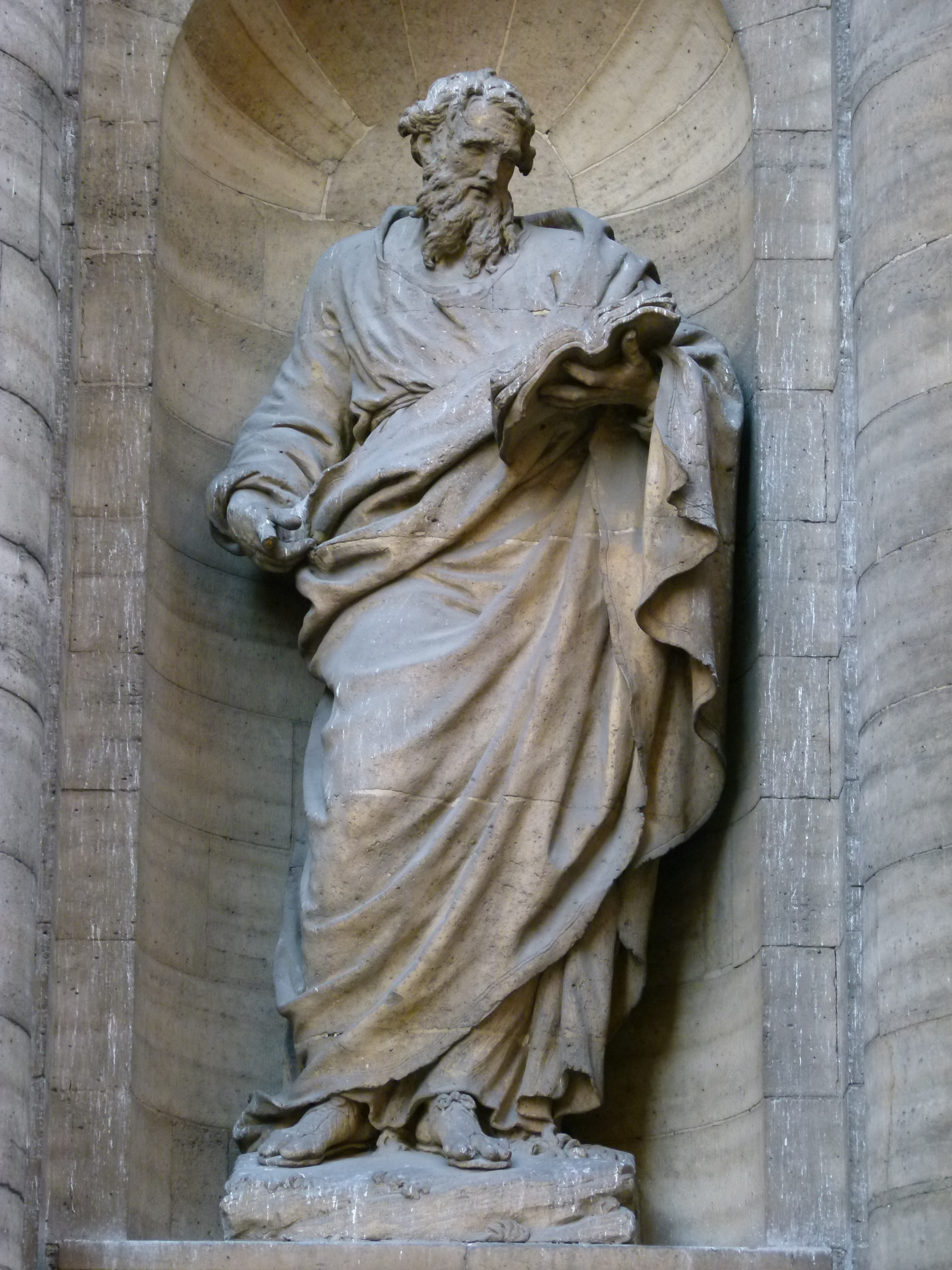
Святой Иосиф. 1725. Церковь Сен-Сюльпис, Париж
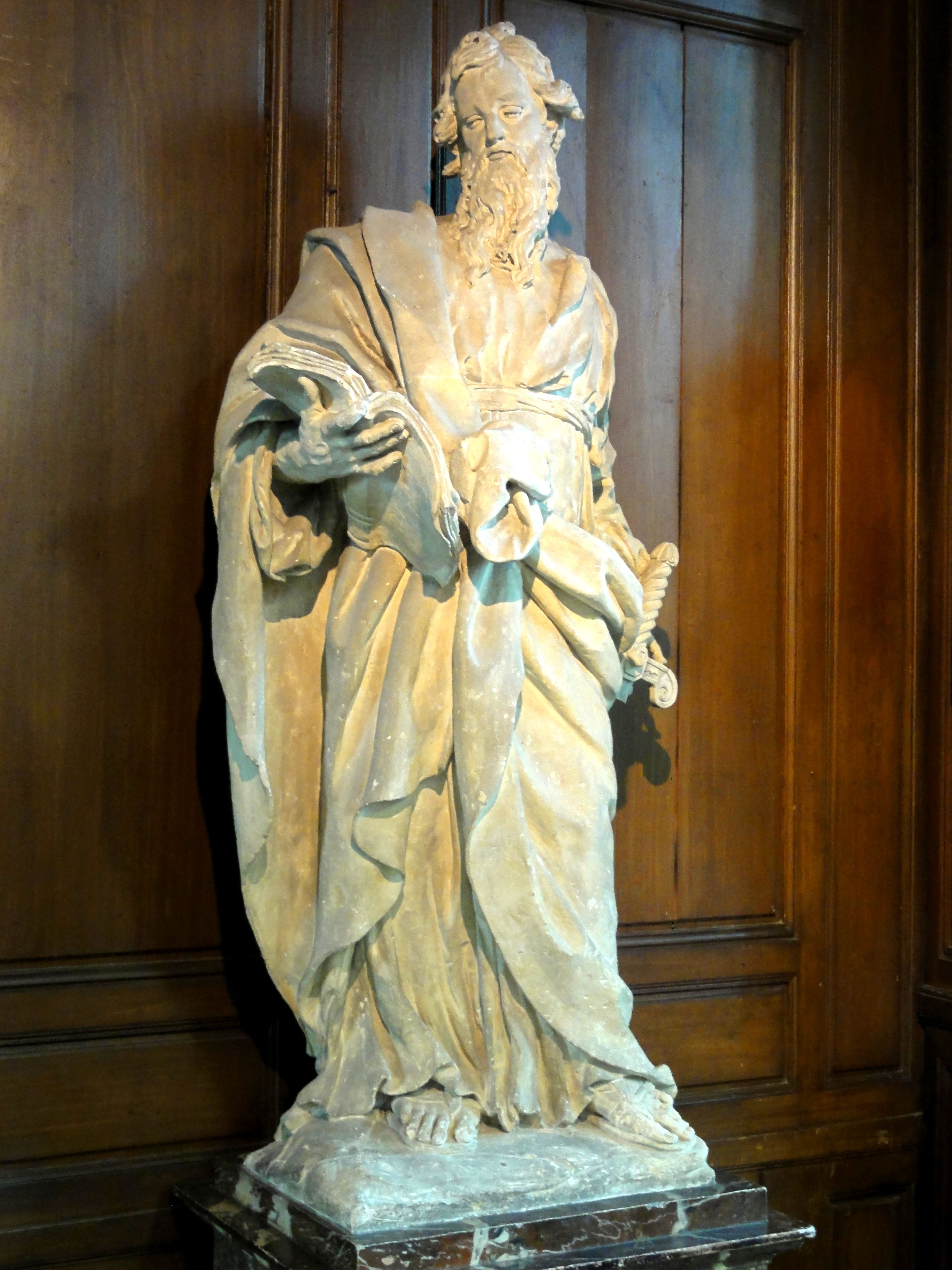
Святой Павел. 1713. Церковь Сен-Жак, Компьень
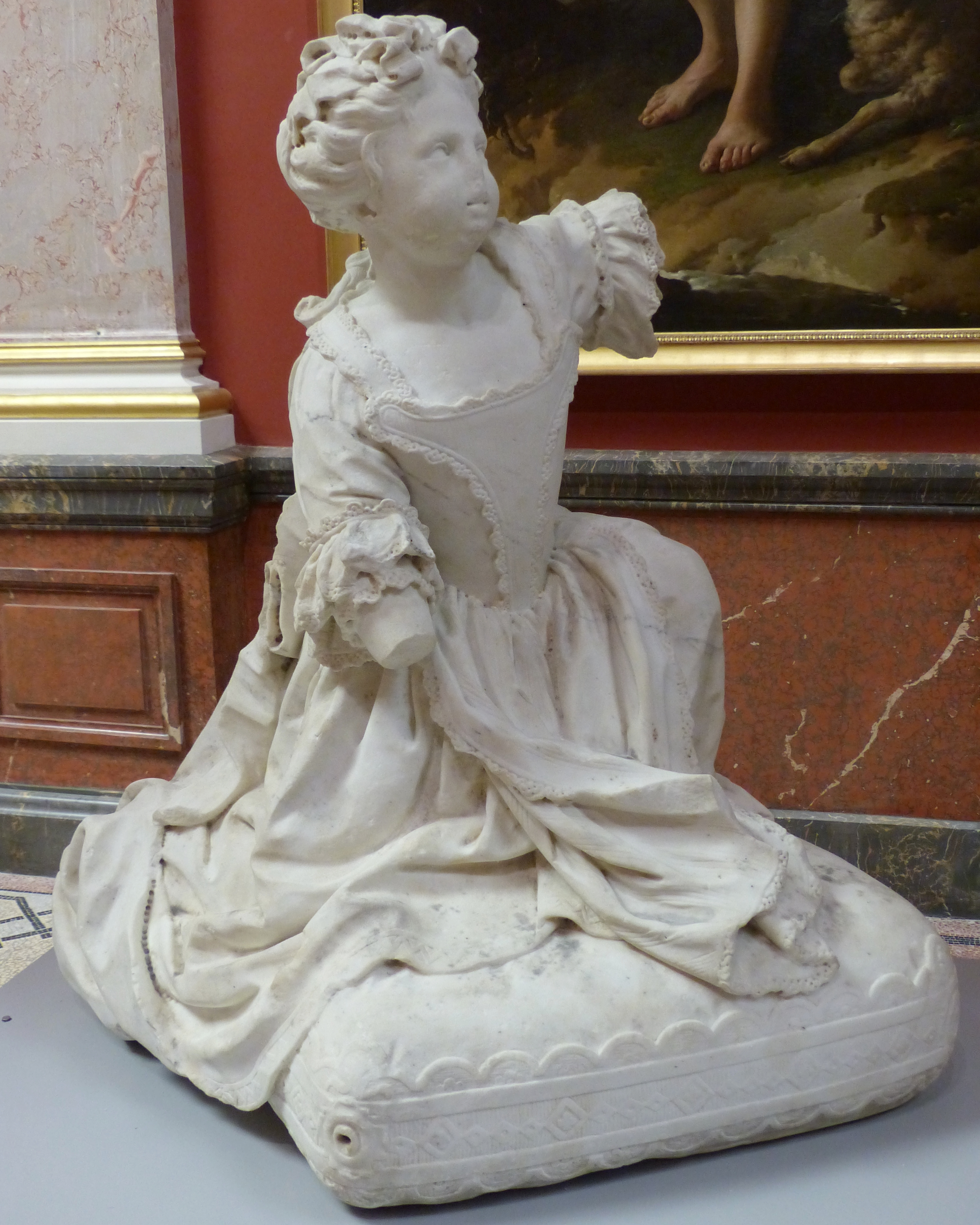
Мисс Боннье де ла Моссон. Фрагмент скульптуры несохранившейся гробницы дочерей Жозефа I Боннье де ла Моссона. Ок. 1680. Мрамор. Музей Фабра, Монпелье